# Versió RAC1
Versió RAC1 és un programa de ràdio dirigit per Toni Clapés que s'emet des del setembre del 2005 a RAC1. Anteriorment s'havia emès a Catalunya Ràdio, amb el nom de Versió Original. El programa s'emet de dilluns a divendres de 3 a 8 de la tarda.
És un programa de ràdio principalment d'humor i d'actualitat. A la pàgina web oficial de RAC1 se'l defineix com "un galliner, per la quantitat de lloques que hi volen cantar i pondre ous".
Segons l'EGM, és líder d'audiència de les tardes a Catalunya des de fa un plegat d'anys.
El dia 24 de maig del 2007 (la temporada 2006-2007 del programa), Versió RAC1 va celebrar els 10 anys d'existència amb l'emissió del programa des del Teatre Romea de Barcelona.
El dia 1 de març del 2011 (temporada 2010-2011) va celebrar el programa número 3.000, des del seu naixement a Catalunya Ràdio, fent una emissió especial des del Liceu.